# Lá em Casa Tudo Bem
Lá em Casa Tudo Bem foi uma série televisiva escrita por Mário Zambujal, Luís Campos e Artur Couto e Santos e transmitida pela RTP2 entre 1987 e 1988. A série narrava as aventuras de um presidente de Junta de freguesia.

## Elenco
- Raul Solnado (†) - Horácio
- Armando Cortez (†) - Lopes
- Natália Luíza - Marta
- Margarida Carpinteiro - Esmeralda
- Amélia Videira - Gracinda
- Manuel Cavaco - Clemente
- Rui Luís (†) - Rafael
- António Feio (†) - Vítor
- Nicolau Breyner (†) - Angel
- Maria Vieira - Clotilde
- Fernanda Borsatti (†) - Floripes
- Herman José - Dr. Lourenço
- Fernanda Coimbra (†)

(†) Actores falecidos.

## Curiosidades[1]
- Lá em Casa Tudo Bem teve o título provisório de Numa Casa Portuguesa.
- Foi a primeira série a ser gravada com público “ao vivo”, perante uma assistência de cerca de 100 pessoas.
- A acção decorria em dois décors concebidos por Conde Reis: o da casa e o do clube desportivo.
- A gravação dos episódios era feita não em takes, mas como se de uma peça de teatro se tratasse, o que implicava que os actores tivessem os seus papéis bem decorados.
- Criada por Raul Solnado (†), Mário Zambujal e Nuno Teixeira, Lá em Casa Tudo Bem teve os seus textos desenvolvidos, numa primeira fase, por Artur Couto e Santos, que escreveu 10 episódios.
- O texto foi posteriormente assumido por Luís Campos, professor catedrático de Bioquímica, que era também escritor policial e humorista, tendo-se estreado aqui no domínio da dramaturgia.
- Mário Zambujal escreveu o episódio de ano novo, Esta noite são dois anos, e Rosa Lobato Faria (†), o episódio O assalto.
- Após a gravação dos primeiros episódios, Raul Solnado (†) mostrou-se descontente com o resultado: “A série entrou mal por várias razões. Primeiro, as pessoas teimam em compará-la com a Família às Direitas, com o Archie Bunker, que era uma série com uma qualidade espantosa. Evidentemente que esta não é uma réplica dessa série: isto faz-se em todo o mundo! Depois entrámos mal com o problema dos risos e das palmas. Há ali qualquer coisa que não encaixa e eu não consigo localizar. No primeiro episódio, as pessoas sentiram-se manipuladas, e os seguintes ainda não conseguiram ter a força suficiente para fazer esquecer esse acidente”.
- Contudo, ultrapassados estes acidentes de percurso iniciais, Lá em Casa Tudo Bem conquistou um lugar cativo junto do público, colocando-se nos primeiros lugares do top de audiências da RTP2.
- As caricaturas dos personagens que aparecem no genérico foram feitas por Vítor Sá Machado. Apenas Horácio (Raul Solnado) (†) não aparece nesse formato, pois o ator recusou-se a ser caricaturado.
- Foram várias as participações especiais de destaque. Uma delas foi a de Herman José, como Dr. Teodoro Lourenço, presidente da câmara de Alhos Verdes, em dois episódios. Carlos Cruz apareceu como ele mesmo, entrevistando Horácio Pires Peres durante a sua campanha para presidente da junta.Nicolau Breyner (†) apareceu em dois episódios, interpretando personagens diferentes: num deles, o Dr. Freitas; no outro, o Anjo e o Diabo.

Ainda, a presença de vários cantores: Tony de Matos como um padre; Paulo de Carvalho como um bandido; e, no último episódio, Carlos Mendes como um trovador.
- Lá em Casa Tudo Bem foi exibida às terças-feiras, por volta das 21:30, na RTP2.
- Dois meses após o seu término, iniciou-se a reposição da série: foi transmitida às 16:30, novamente na RTP2, entre 11 de Outubro de 1988 e 20 de Julho de 1989 (numa fase inicial, às terças e, partir de 20 de Abril de 1989, às quintas).